# Arachnocorys
Arachnocorys (лат.) — род радиолярий из семейства Plagiacanthidae отряда	Nassellaria класса полицистин (Polycystinea).
Виды: Arachnocorys circumtexta и Arachnocorys umbellifera описаны Эрнстом Геккелем в 1860 году.